# 樫山駅
樫山駅（かしやまえき）は、兵庫県小野市樫山町字腰掛にある、神戸電鉄粟生線の駅。駅番号はKB55。

## 歴史
- 1951年（昭和26年）12月28日：三木福有橋（現・三木） - 電鉄小野（現・小野）間延伸時に開業[1]。
- 2009年（平成21年）3月29日：駅改築および駅前広場完成[5]。

## 駅構造

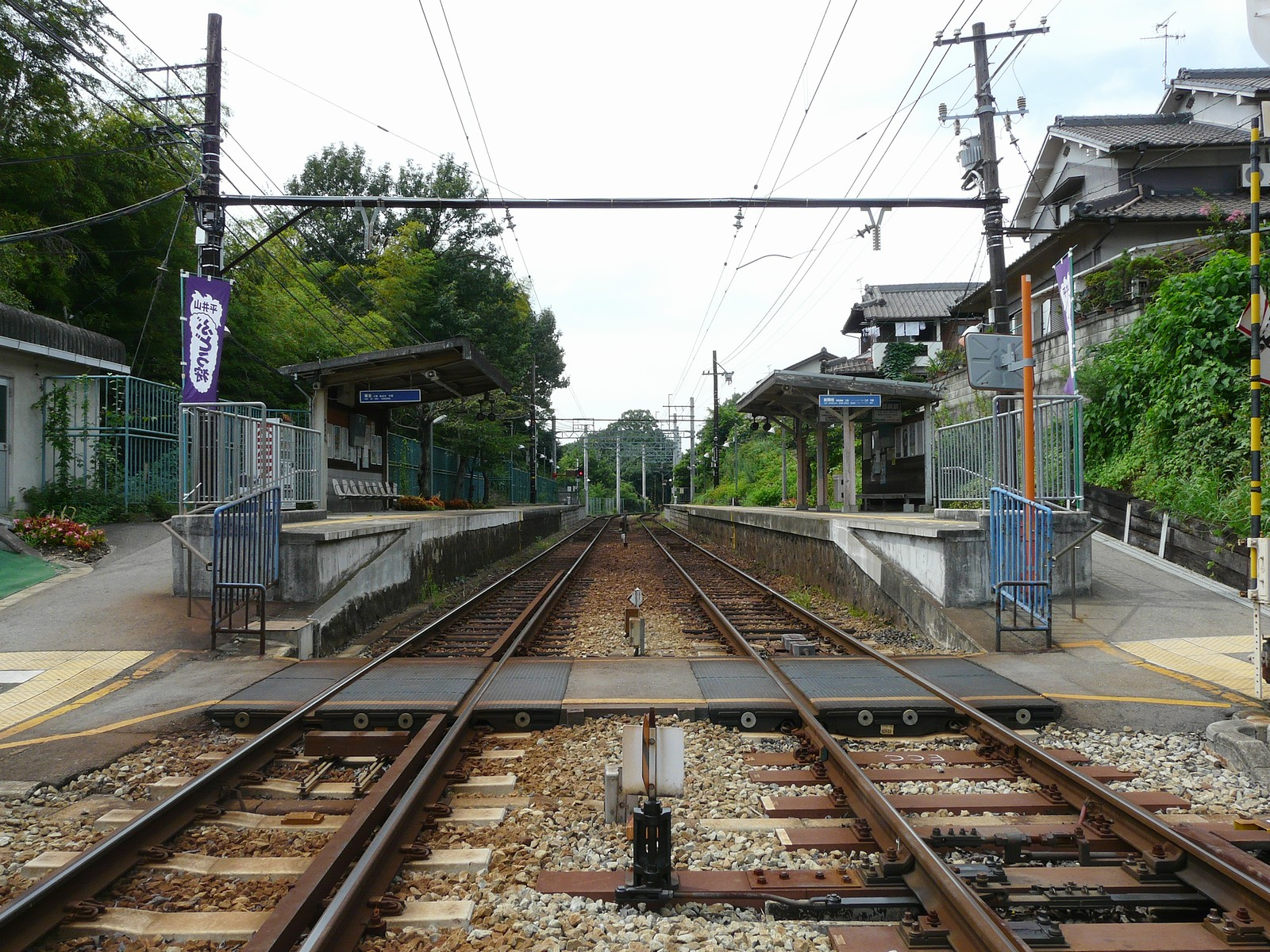
ホーム

相対式ホーム2面2線を有し行違いが可能な地上駅。ホーム有効長は4両。平成21年に改築された木造駅舎が下りホームの鈴蘭台寄りにあり、上りホームへは構内踏切で連絡している。
沿線光ネットワークに接続された駅務遠隔システムが導入されており、センター駅から自動券売機、自動改札機、自動精算機、ビデオカメラ、インターホン、シャッターが遠隔操作される。そのため駅員巡回駅となっており、構内売店も設けられていない。
また、駅舎改築時に隣接してコミュニティ施設が作られ、レストランが出店していたが、2018年の夏頃に撤退した。

### のりば
| ホーム | 路線   | 方向 | 行先       |
| ------ | ------ | ---- | ---------- |
| 駅舎側 | 粟生線 | 下り | 粟生方面   |
| 反対側 | 粟生線 | 上り | 新開地方面 |

※のりば番号は設定されていない。

## 利用状況
1日あたりの乗車人員 261人（2021年度）
近年の1日平均乗車人員は下表のとおりである。
| 年度               | 1日平均 乗車人員 |
| ------------------ | ---------------- |
| 1997年（平成09年） | 400              |
| 1998年（平成10年） | 375              |
| 1999年（平成11年） | 356              |
| 2000年（平成12年） | 332              |
| 2001年（平成13年） | 326              |
| 2002年（平成14年） | 310              |
| 2003年（平成15年） | 310              |
| 2004年（平成16年） | 282              |
| 2005年（平成17年） | 259              |
| 2006年（平成18年） | 247              |
| 2007年（平成19年） | 238              |
| 2008年（平成20年） | 225              |
| 2009年（平成21年） | 216              |
| 2010年（平成22年） | 212              |
| 2011年（平成23年） | 214              |
| 2012年（平成24年） | 209              |
| 2013年（平成25年） | 213              |
| 2014年（平成26年） | 211              |
| 2015年（平成27年） | 216              |
| 2016年（平成28年） | 208              |
| 2017年（平成29年） | 237              |
| 2018年（平成30年） | 274              |
| 2019年（令和元年） | 290              |
| 2020年（令和02年） | 239              |
| 2021年（令和03年） | 261              |

## 駅周辺
商店はない。住宅は少し離れたところに密集している。また小野匠台工業団地の最寄駅である。
商店は無いが、南に300 mほど進むとコンビニが2軒（セブンイレブンとファミリーマート）の他に焼肉店がある。以前はファミリーマートの向かい側に喫茶店があったが、こちらは2020年4月末日にて閉店した。なおセブンイレブンは24時間営業ではない（営業時間は6時〜23時）ので注意が必要である。
北播磨総合医療センターは1駅小野寄りの市場駅の方が場所的に近いが、当駅より無料シャトルバスが運行されている。

## バス路線
| 停留所名    | 運行事業者             | 路線名・系統・行先 |
| ----------- | ---------------------- | --- |
| 樫山駅前    | らんらんバス           | - 02系統：南回り循環ルート（毎日運行（一部曜日運行あり）) - 06系統：山田・樫山ルート（月曜・水曜・金曜運行） - 11系統：匠台ルート（月曜 - 土曜運行） |
| 神鉄 樫山駅 | 北播磨総合医療センター | 無料シャトルバス：北播磨総合医療センター |

## 隣の駅
神戸電鉄
■粟生線
■準急・■普通
大村駅 (KB54) - 樫山駅 (KB55) - 市場駅 (KB56)